# غراهام راسيل
غراهام راسيل (بالإنجليزية: Graham Russell)‏ هو موسيقي وكاتب أغاني بريطاني، ولد في 11 يونيو 1950 في نوتنغهام في المملكة المتحدة.

## وصلات خارجية
- غراهام راسيل على موقع IMDb (الإنجليزية)
- غراهام راسيل على موقع ميوزك برينز (الإنجليزية)
- غراهام راسيل على موقع إن إن دي بي (الإنجليزية)
- غراهام راسيل على موقع أول ميوزيك (الإنجليزية)
- غراهام راسيل على موقع ديسكوغز (الإنجليزية)
- غراهام راسيل على موقع قاعدة بيانات الفيلم (الإنجليزية)